# 伊斯蘭伊朗建設者聯盟
伊斯蘭伊朗建設者聯盟（波斯語：‎，羅馬化：E'telāf-e Ābādgarān-e Īrān-e Eslāmī）是伊朗一個右翼政黨及組織的聯盟，活躍於德黑蘭。伊斯蘭伊朗建設者聯盟在2004年伊朗議會選舉及2003年伊朗城鄉議會選舉裡幾乎奪取了德黑蘭選區的全部議席。前任德黑蘭市長、曾任伊朗總統馬哈茂德·艾哈邁迪內賈德被視為伊斯蘭伊朗建設者聯盟的主要人物。
根據《哥倫比亞伊斯蘭教世界詞典》所述，伊斯蘭伊朗建設者聯盟「似乎是在2003年成立，基本上是由50歲以下的非教士人物組成」，當中許多成員都是或者曾經是伊斯蘭革命衛隊及其分支組織的成員。據報伊斯蘭伊朗建設者聯盟受到伊斯蘭革命衛隊的極力支持，被廣泛視為革命衛隊的政治組織。
政治史學家葉爾萬德·阿布拉哈米安認為伊斯蘭伊朗建設者聯盟及其他保守派在2004年選舉（包括2003年及2005年的選舉）的勝利有賴於他們得以保持25%骨幹選民的支持、派出了退伍軍人作為候選人、利用國家安全的議題爭取獨立候選人的支持，而改革派尋求支持的對象包括「大部分婦女、大學學生、中產階層」都「呆在家裡」。伊斯蘭伊朗建設者聯盟支持伊朗新保守主義，又稱為新原教旨主義。